# Lithocarpus pakhaensis
Lithocarpus pakhaensis är en bokväxtart som beskrevs av Aimée Antoinette Camus. Lithocarpus pakhaensis ingår i släktet Lithocarpus och familjen bokväxter. Inga underarter finns listade.